# يوجينة بوجيرية
يوجينة بوجيرية (الاسم العلمي: Eugenia bojeri) هي نوع من النباتات تتبع جنس اليوجينة من فصيلة الآسية.